# Résolution 269 du Conseil de sécurité des Nations unies
Membres permanents
- Chine (Taïwan)
- États-Unis
- France
- Royaume-Uni
- URSS

Membres non permanents
- Algérie
- Colombie
- Espagne
- Finlande
- Hongrie
- Népal
- Pakistan
- Paraguay
- Sénégal
- Zambie

Résolution no 268 Résolution no 270
La résolution 269 du Conseil de sécurité des Nations unies est adoptée à 11 voix contre 0 lors de la 1 497e séance du Conseil de sécurité des Nations unies le 12 août 1969, a condamné le gouvernement d'Afrique du Sud pour son refus de se conformer à la résolution 264, décidant que la poursuite de l'occupation du Sud-Ouest africain (aujourd'hui Namibie) constituait un empiétement agressif sur l'autorité des Nations unies. La résolution demandait également à l'Afrique du Sud de mettre fin à son administration du Sud-Ouest africain avant le 4 octobre 1969, appelant tous les États à s'abstenir de traiter avec l'un ou l'autre pays et notant qu'elle envisagerait une nouvelle réunion si la présente résolution n'était pas appliquée pour discuter des mesures supplémentaires que le Conseil pourrait prendre.
La résolution a été adoptée par 11 voix contre zéro; la Finlande, la France, le Royaume-Uni et les États-Unis se sont abstenus de voter.

### Sources
- (en) Cet article est partiellement ou en totalité issu de l’article de Wikipédia en anglais intitulé « United Nations Security Council Resolution 269 » (voir la liste des auteurs).

### Texte
- Résolution 269 Sur fr.wikisource.org
- Résolution 269 Sur en.wikisource.org